# 澤列諾戈爾斯克 (聖彼得堡)
60°11′43″N 29°41′47″E / 60.19528°N 29.69639°E
澤列諾戈爾斯克（羅馬化：Zelenogorsk）是俄羅斯聖彼得堡庫羅爾特內區下轄的一個城市，位於市中心西北，面臨芬蘭灣。2002年人口12,074人。
本市原屬芬蘭，在《莫斯科和平協定》中被割讓予蘇聯。市名在1948年前稱為特里约基（Terijoki，本名現在在芬蘭語保存下來）。本市也是芬蘭民主共和國的首都。